# 上
上 est un kanji et un sinogramme, composé de 3 traits, signifiant « dessus » ou « sur ».
Son caractère Unicode est 4E0A.
Il se lit ジョウ (jō) ; シャン (shan) ou ショウ (shō) en lecture on et うえ (-ue) ; かみ (kami) ; あ.げる (-ageru) ; あ.がる (-agaru) ; あ.がり (-agari) ; のぼ.る (noboru) ; のぼ.り (nobori) ; のぼ.せる (noboseru) ; のぼ.す (nobosu) ; よ.す (yosu) ou うわ (uwa-) en lecture kun.
Shàng est la transcription en pinyin.
Il fait partie des kyôiku kanji et est étudié en 1re année.

## Exemple
- Shanghai (上海), « sur la mer », une ville chinoise.
- その上, particule connective, « de plus ».

## Crédit d'auteurs
- Cet article est partiellement ou en totalité issu de l'article intitulé « 上 (kanji) » (voir la liste des auteurs).